# Parnelli
Vel's Parnelli Jones Racing (nazwa czasem skracana do VPJ lub Parnelli) – były amerykański zespół i konstruktor wyścigowy.

## Historia
Zespół został założony w 1969 roku w wyniku porozumienia kierowcy wyścigowego Parnellego Jonesa oraz biznesmena Vela Mileticha.
Parnelli początkowo skupił się wyłącznie na wyścigach rozgrywanych w Stanach Zjednoczonych. Pierwszy sukces przyszedł szybko: Al Unser wygrał Indianapolis 500 w 1970 i 1971 roku, prowadząc Lolę w barwach zespołu VPJ. Ponadto w 1971 roku wygrał USAC National Championship.
Parnelli zatrudnił byłego projektanta Lotusa, Maurice'a Philippe'a, oraz kierowcę Mario Andrettiego, decydując się ze wsparciem Firestone na starty w Formule 1 od sezonu 1974. W 1974 roku Parnelli wziął udział tylko w 2 Grand Prix, ale w 1975 roku wziął udział w 12 Grand Prix. Samochód Parnelli VPJ4 był podobny do innego projektu Philippe'a, Lotusa 72. Model ten pojawił się także pod koniec 1974 i w 1975 roku w niektórych wyścigach w Ameryce Północnej. Wycofanie Firestone ze sportów motorowoch pod koniec 1974 roku oznaczało jednak, że VPJ stracił głównego partnera finansowego. Jones nie był w stanie znaleźć innego głównego sponsora i zespół wystartował tylko w trzech Grand Prix sezonu 1976. Andretti dowiedział się o przyszłości zespołu od dziennikarza Chrisa Economakiego podczas Grand Prix USA Zachód. Po Grand Prix tym nastąpiło spięcie między Andrettim i Jonesem i Andretti wrócił do Lotusa, a zespół wycofał się z Formuły 1. W sumie Parnelli zdobył w 16 Grand Prix 6 punktów.
Równolegle z uczestnictwem w Formule 1 VPJ rozwijał pod kierunkiem Larry'ego Sluttera "Chickiego" Hirashimy turbodoładowany silnik Cosworth DFV V8. Samochód z tym silnikiem zadebiutował w 1975 roku. Projekt został następnie przejęty przez Coswortha i przekształcił się w Coswortha DFX.

## Wyniki w Formule 1
| Legenda oznaczeń w tabelach wyników Wyświetl szablon na nowej stronie | Legenda oznaczeń w tabelach wyników Wyświetl szablon na nowej stronie                                                                     |
| Oznaczenie                                                            | Wyjaśnienie |
| --------------------------------------------------------------------- | --- |
| Złoty                                                                 | Zwycięzca lub mistrzostwo |
| Srebrny                                                               | 2. miejsce lub wicemistrzostwo |
| Brązowy                                                               | 3. miejsce lub II wicemistrzostwo |
| Zielony                                                               | Ukończył, punktował (w klasyfikacji generalnej, gdy zdobył co najmniej jeden punkt na przestrzeni sezonu, poza trzema powyższymi opcjami) |
| Niebieski                                                             | Ukończył, nie punktował (w klasyfikacji generalnej, gdy nie zdobył co najmniej jednego punktu na przestrzeni sezonu)                      |
| Czerwony                                                              | Nie zakwalifikował się (NZ) |
| Czerwony                                                              | Nie prekwalifikował się (NPK) |
| Różowy                                                                | Nie ukończył (NU) |
| Różowy                                                                | Niesklasyfikowany (NS) (w klasyfikacji generalnej, gdy nie został sklasyfikowany w żadnym wyścigu sezonu)                                 |
| Czarny                                                                | Zdyskwalifikowany (DK) |
| Czarny                                                                | Wykluczony (WYK/EX) |
| Biały                                                                 | Nie wystartował (NW) |
| Biały                                                                 | Kontuzjowany (K/INJ) |
| Biały                                                                 | Wyścig odwołany (OD/C) |
| Bez koloru                                                            | Został wycofany (WYC/WD) |
| Bez koloru                                                            | Nie przybył (NP/DNA) |
| Bez koloru                                                            | Nie brał udziału w treningach (NT/DNP) |
| Bez koloru                                                            | Nie został zgłoszony (–) |
| Pogrubienie                                                           | Start z pole position |
| Kursywa                                                               | Najszybsze okrążenie wyścigu |
| †                                                                     | Nie ukończył, ale jego rezultat został zaliczony ze względu na przejechanie więcej niż 90% dystansu wyścigu.                              |
| *                                                                     | Sezon w trakcie |
| 1/2/3                                                                 | Punktowana pozycja w sprincie kwalifikacyjnym                                                                                             |
| Lista systemów punktacji Formuły 1                                    | |

| Sezon | Samochód       | Silnik  | Opony | Kierowcy       | 1   | 2   | 3   | 4   | 5   | 6   | 7   | 8   | 9   | 10  | 11  | 12  | 13  | 14  | 15  | 16  | Pkt. | Msc. |
| ----- | -------------- | ------- | ----- | -------------- | --- | --- | --- | --- | --- | --- | --- | --- | --- | --- | --- | --- | --- | --- | --- | --- | ---- | ---- |
| 1974  | Parnelli VPJ4  | Ford V8 | F     |                | ARG | BRA | ZAF | ESP | BEL | MCO | SWE | NLD | FRA | GBR | DEU | AUT | ITA | CND | USA |     | 0    | 13   |
| 1974  | Parnelli VPJ4  | Ford V8 | F     | Mario Andretti |     |     |     |     |     |     |     |     |     |     |     |     |     | 7   | DK  |     | 0    | 13   |
| 1975  | Parnelli VPJ4  | Ford V8 | F G   |                | ARG | BRA | ZAF | ESP | MCO | BEL | SWE | NLD | FRA | GBR | DEU | AUT | ITA | USA |     |     | 5    | 10   |
| 1975  | Parnelli VPJ4  | Ford V8 | F G   | Mario Andretti | NU  | 7   | 17  | NU  | NU  |     | 4   |     | 5   | 12  | 10  | NU  | NU  | NU  |     |     | 5    | 10   |
| 1976  | Parnelli VPJ4B | Ford V8 | G     |                | BRA | ZAF | USW | ESP | BEL | MCO | SWE | FRA | GBR | DEU | AUT | NLD | ITA | CND | USA | JPN | 1    | 13   |
| 1976  | Parnelli VPJ4B | Ford V8 | G     | Mario Andretti |     | 6   | NU  |     |     |     |     |     |     |     |     |     |     |     |     |     | 1    | 13   |